# Tunelul Berg Bock
Tunelul Berg Bock (în germană Tunnel Berg Bock) are 2738 metri lungime și este unul din cele mai lungi 10 tuneluri rutiere din Germania.
Ca parte a Bundesautobahn 71, între joncțiunea Suhl/Zella-Mehlis și triunghiul de autostradă Suhl, acesta traversează pe sub muntele Glaskopf (709 m) cât și vârful său lateral Berg Bock (681,5 m), după care a fost numit tunelul de autostradă.

## Detalii constructive
Tunelul are o pantă de aproximativ 1% spre sud, portalul nordic este la 527 m deasupra nivelului mării, portalul de sud la 498 m. Construcția a început în 1999, iar punerea în funcțiune trei ani mai târziu. Trăgătoarea maestră la tir sportiv Anke Schumann, a fost nașa tunelului. Costul total al tunelului a fost de aproximativ 68 de milioane de euro.
Tubul de vest are o lungime de 2738 m, iar cel de est de 2718 m. Distanța dintre axele celor două tuburi este de aproximativ 25 m. Fiecare tub are o înălțime de degajare de 4,5 m și o lățime de degajare de 9,5 m. Calea de rulare din fiecare tub este împărțită în două benzi late de 3,5 m, benzi de margine de 0,25 m și trotuare de evacuare de 1,0 m lățime pe ambele părți. În fiecare tub există trei refugii de avarie cu lungimea de 50 m la o distanță de 685 m între ele. Tuburile sunt legate prin nouă galerii transversale la intervale de aproximativ 300 m, dintre care trei sunt circulabile pentrz vehicole. 
Tunelul a fost construit prin escavare, explozie și forare, cu beton torcretat conform noii metode austriece de construcție a tunelurilor. Tuburile au fost forate în paralel pornind din ambele portaluri. Suprafața secțiunii transversale standard este de 80,5 m². S-au acumulat 480.000 m³ de material excavat care a fost încorporate în tronsoanele ulterioare ale traseului. Tuburile sunt ventilate longitudinal prin ventilatoare cu impuls.

## Măsuri de siguranță
Potrivit unui test realizat de ADAC, tunelul Berg Bock este unul dintre cele mai sigure din Germania. Există de exemplu, cabine închise pentru apel de urgență cu o cameră video la fiecare 150 m, tuneluri transversale cu uși de protecție împotriva incendiilor la fiecare 300 m și în refugiile de avarie, o galerie transversală suplimentară pentru ambulanțe cu posibilitatea de a circula între tuburile tunelului.

## Particularitate
Limita de viteză în tunel este de obicei de 80 km/h. Există un punct de măsurare pentru monitorizarea vitezei la km 128 în fiecare sens de mers, în al doilea refugiu de avarie dela portalul nordic al tunelului. Funcționează cu lumină infraroșie, pe care șoferul nu o poate percepe. Acest lucru este pentru a preveni ca șoferul „blițuit” să se sperie și să provoace un accident. Datele sunt transmise automat prin linie de transmitere a datelor către biroul central de amenzi al poliției din Turingia, aflat în Artern.